# Графство Еберщайн
Графството Еберщайн (на немски: Grafschaft Eberstein) е територия на Свещената Римска империя от 1085 до 1660 г. в Югозападна Германия. Фамилията се издига и има успехи между 1085 – 1250 г., започва да залязва между 1219 – 1387 г. и изчезва през 17 век.

## История
Графовете на Еберщайн са швабски благороднически род, който от 1085 г. до 13 век резидира на замък Алт-Еберщайн при днешната част Еберщайнбург в Баден-Баден и след това до изчезването на фамилията по мъжка линия през 1660 г. в замъка Ной Еберщайн при Гернсбах. Те основават множество градове и създават богато господство в долината на преди рядко населената долина на река Мург в Северен Шварцвалд между господствата Баден и Вюртемберг. Непрекъснато те имат борби против тях. Собствеността им попада на Баден, епископство Шпайер и на Вюртемберг.
Бертхолд III подарява през 1149/1150 г. заедно със съпругата си Ута фон Калв манастир Хереналб, който служи на Еберщайните като домашен манастир. През 1180 г. неговият син Еберхард III и майка му Ута основават и манастира Фрауеналб.
През 1195 г. братята Еберхард IV († 1263) и Ото I († 1278) получават титлата граф. През 1219 г. те си поделят територията. През следващите години двамата основават пет града и финансите им намаляват.
През 1257 г., когато Кунигунда се омъжва за маркграф Рудолф I фон Баден († 1288), Ото II трябва да даде за зестра на Баден половината от замък Алт-Еберщайн. Еберщайните се местят в замък Ной Еберщайн при Гернсбах, споменат за първи път през 1272 г. Останала половина от замък Алт-Еберщайн се продава през 1283 г. също на маркграфа на Баден.
През 1556 г. граф Вилхелм IV фон Еберщайн (1497 – 1562) въвежда официално реформацията в графството.
Със смъртта на 21-годишния граф Казимир фон Еберщайн (* 19 април 1639, † 22 декември 1660) през 1660 г. фамилията изчезва по мъжка линия.
Албертина София Естер (* 20 май 1661, † 24 май 1728) се омъжва на 9 февруари 1679 г. за херцог Фридрих Аугуст фон Вюртемберг-Нойенщат (1654 – 1716) и занася последните фамилни собствености в брака си. Те живеят в дворец Гохсхайм, имат 14 деца, но нямат жив мъжки наследник. Собствеността попада на Дом Вюртемберг.